# Ballspielverein Borussia 09 Dortmund 1992-1993
Questa voce raccoglie le informazioni riguardanti il Ballspielverein Borussia 09 Dortmund nelle competizioni ufficiali della stagione 1992-1993.

## Stagione
Nella stagione 1992-1993 il Borussia Dortmund, allenato da Ottmar Hitzfeld, concluse il campionato di Bundesliga al 4º posto. In Coppa di Germania il Borussia Dortmund fu eliminato agli ottavi di finale dal Werder Brema. In Coppa UEFA il Borussia Dortmund perse la doppia finale con la Juventus.

## Rosa
| N. |                      | Ruolo | Calciatore        |
| -- | -------------------- | ----- | ----------------- |
| 6  | Germania (bandiera)  | D     | Matthias Sammer   |
|    | Germania (bandiera)  | P     | Wolfgang de Beer  |
|    | Germania (bandiera)  | P     | Stefan Klos       |
|    | Germania (bandiera)  | P     | Christof Osigus   |
|    | Germania (bandiera)  | D     | Uwe Grauer        |
|    | Germania (bandiera)  | D     | Steffen Karl      |
|    | Germania (bandiera)  | D     | Günter Kutowski   |
|    | Germania (bandiera)  | D     | Stefan Reuter     |
|    | Germania (bandiera)  | D     | Bodo Schmidt      |
|    | Germania (bandiera)  | D     | Michael Schulz    |
|    | Germania (bandiera)  | D     | Matthias Sellmann |
|    | Australia (bandiera) | D     | Ned Zelić         |
|    | Germania (bandiera)  | C     | Thomas Franck     |

| N. |                      | Ruolo | Calciatore         |
| -- | -------------------- | ----- | ------------------ |
|    | Germania (bandiera)  | C     | Tim Gutberlet      |
|    | Germania (bandiera)  | C     | Michael Lusch      |
|    | Germania (bandiera)  | C     | Gerhard Poschner   |
|    | Germania (bandiera)  | C     | Knut Reinhardt     |
|    | Germania (bandiera)  | C     | Michael Rummenigge |
|    | Germania (bandiera)  | C     | René Tretschok     |
|    | Germania (bandiera)  | C     | Michael Zorc       |
|    | Svizzera (bandiera)  | A     | Stéphane Chapuisat |
|    | Germania (bandiera)  | A     | Frank Mill         |
|    | Danimarca (bandiera) | A     | Flemming Povlsen   |
|    | Germania (bandiera)  | A     | Ulf Raschke        |
|    | Germania (bandiera)  | A     | Lothar Sippel      |

## Organigramma societario
Area tecnica
- Allenatore: Ottmar Hitzfeld
- Allenatore in seconda: Michael Henke
- Preparatore dei portieri:
- Preparatori atletici: Günter Jonczyk, Frank Zöllner

## Calciomercato

### Sessione estiva
| Acquisti | Acquisti        | Acquisti              | Acquisti |
| R.       | Nome            | da                    | Modalità |
| -------- | --------------- | --------------------- | -------- |
| P        | Christof Osigus | Schalke 04            |          |
| A        | Ulf Raschke     | Borussia Dortmund II  |          |
| D        | Stefan Reuter   | Juventus              |          |
| A        | Lothar Sippel   | Eintracht Francoforte |          |
| C        | René Tretschok  | Hallescher            |          |
| D        | Ned Zelić       | Sydney Olympic        |          |

| Cessioni | Cessioni           | Cessioni           | Cessioni |
| R.       | Nome               | a                  | Modalità |
| -------- | ------------------ | ------------------ | -------- |
| C        | Günter Breitzke    | Fortuna Düsseldorf |          |
| D        | Sergey Gorlukovich | Uerdingen 05       |          |
| D        | Thomas Helmer      | Bayern Monaco      |          |
| C        | Dirk Hofmann       | Osnabrück          |          |
| C        | Wolfgang Homberg   | Fortuna Düsseldorf |          |
| D        | Peter Quallo       | Fortuna Düsseldorf |          |

### Sessione invernale
| Acquisti | Acquisti        | Acquisti | Acquisti |
| R.       | Nome            | da       | Modalità |
| -------- | --------------- | -------- | -------- |
| D        | Matthias Sammer | Inter    |          |

| Cessioni | Cessioni       | Cessioni | Cessioni |
| R.       | Nome           | a        | Modalità |
| -------- | -------------- | -------- | -------- |
| A        | Jürgen Wegmann | Duisburg |          |

## Risultati

### Bundesliga

#### Girone di andata
| Arbitro: | Scheuerer |

|                  |           |                   |
| Wegmann 16’, 26’ | Marcatori | 45’ Zorc 49’ Mill |

| Arbitro: | Steinborn |

|  |           |                               |
|  | Marcatori | 27’ Schlipper 78’ Christensen |

| Arbitro: | Kuhne |

|  |           |               |
|  | Marcatori | 34’, 72’ Mill |

| Arbitro: | Albrecht |

|             |           |  |
| Povlsen 58’ | Marcatori |  |

| Arbitro: | Amerell |

|                                            |           |             |
| Yeboah 24’, 85’ Bein 46’ (rig.) Studer 75’ | Marcatori | 30’ Povlsen |

| Arbitro: | Schmidhuber |

|                                   |           |  |
| Mill 6’ Povlsen 14’ Chapuisat 18’ | Marcatori |  |

| Arbitro: | Ziller |

|  |           |             |
|  | Marcatori | 44’ Schmidt |

| Arbitro: | Heynemann |

|                |           |                        |
| Rummenigge 85’ | Marcatori | 31’ Helmer 61’ Kreuzer |

| Arbitro: | Weber |

|                 |           |                           |
| Klos 29’ (aut.) | Marcatori | 5’, 66’ Chapuisat 6’ Mill |

| Arbitro: | Merk |

|                                          |           |           |
| Rummenigge 65’ Povlsen 71’ Chapuisat 77’ | Marcatori | 32’ Spörl |

| Arbitro: | Strigel |

|                                        |           |                 |
| Povlsen 8’, 19’ Chapuisat 22’ Zorc 48’ | Marcatori | 45’ Kastenmaier |

| Arbitro: | Fux |

|                                  |           |               |
| Kristl 8’ Bürger 40’ Krätzer 90’ | Marcatori | 45’ Chapuisat |

| Arbitro: | Amerell |

|               |           |                     |
| Zorc 28’, 30’ | Marcatori | 15’ Herzog 72’ Bode |

| Arbitro: | Gläser |

|            |           |  |
| Walter 85’ | Marcatori |  |

| Arbitro: | Malbranc |

|                                                       |           |                         |
| Lusch 50’ Zorc 75’ (rig.) Reinhardt 89’ Chapuisat 90’ | Marcatori | 16’ Eckstein 63’ Kramny |

| Arbitro: | Theobald |

|                                 |           |                              |
| Kirsten 2’, 78’ Kree 86’ (rig.) | Marcatori | 16’, 48’ Sippel 45’ Poschner |

| Arbitro: | Mölm |

|                                  |           |               |
| Chapuisat 1’, 67’ Rummenigge 24’ | Marcatori | 56’ Kir'jakov |

#### Girone di ritorno
| Arbitro: | Dardenne |

|            |           |  |
| Sammer 72’ | Marcatori |  |

| Gelsenkirchen 27 febbraio 1993, ore 15:30 CET 19ª giornata | Schalke 04 | 0 – 0 referto | Borussia Dortmund | Parkstadion (70 200 spett.)\| Arbitro: \| Albrecht \| |
| Arbitro:                                                   | Albrecht   |               |                   |                                                       |

| Arbitro: | Aust |

|                        |           |  |
| Povlsen 19’ Sammer 46’ | Marcatori |  |

| Kaiserslautern 12 marzo 1993, ore 20:00 CET 21ª giornata | Kaiserslautern | 0 – 0 referto | Borussia Dortmund | Fritz-Walter-Stadion (36 874 spett.)\| Arbitro: \| Schmidhuber \| |
| Arbitro:                                                 | Schmidhuber    |               |                   |                                                                   |

| Arbitro: | Steinborn |

|                                               |           |  |
| Zorc 77’ Falkenmayer 86’ (aut.) Chapuisat 90’ | Marcatori |  |

| Arbitro: | Amerell |

|                            |           |  |
| Jähnig 6’ Zickler 52’, 83’ | Marcatori |  |

| Arbitro: | Ziller |

|                                       |           |          |
| Zorc 4’ Chapuisat 66’ Sammer 70’, 85’ | Marcatori | 82’ Rudy |

| Arbitro: | Merk |

|                             |           |  |
| Wouters 50’ Thon 81’ (rig.) | Marcatori |  |

| Arbitro: | Kasper |

|                                                            |           |  |
| Chapuisat 15’, 56’, 88’ Rummenigge 54’ Sammer 65’ Mill 80’ | Marcatori |  |

| Arbitro: | Best |

|           |           |               |
| Bäron 87’ | Marcatori | 56’, 77’ Zorc |

| Arbitro: | Kiefer |

|  |           |                                       |
|  | Marcatori | 23’ Sammer 45’ Poschner 84’ Chapuisat |

| Arbitro: | Fröhlich |

|                                |           |  |
| Zorc 9’ (rig.) Sammer 14’, 86’ | Marcatori |  |

| Arbitro: | Heynemann |

|              |           |  |
| Neubarth 36’ | Marcatori |  |

| Arbitro: | Berg |

|  |           |                                                 |
|  | Marcatori | 9’ Knup 24’ Strehmel 51’ Gaudino 83’ Sverrisson |

| Arbitro: | Strigel |

|              |           |                 |
| Eckstein 32’ | Marcatori | 55’, 62’ Sammer |

| Arbitro: | Albrecht |

|            |           |                       |
| Grauer 69’ | Marcatori | 30’ Kirsten 78’ Hapal |

| Arbitro: | Merk |

|                                  |           |  |
| Kir'jakov 2’ Rolff 13’ Reich 56’ | Marcatori |  |

### Coppa di Germania
| Arbitro: | Fleske |

|          |           |                                   |
| Zorn 73’ | Marcatori | 29’, 39’ Karl 37’ Mill 83’ Sippel |

| Arbitro: | Osmers |

|                                          |                      |                                         |
| Reinhardt 8’ Chapuisat 84’               | Marcatori            | 16’ Labbadia 58’ Oliveira               |
| Reuter Poschner Reinhardt Chapuisat Zorc | Tiri di rigore 5 – 4 | Schwabl Wouters Kreuzer Oliveira Schupp |

| Arbitro: | Berg |

|           |           |                                 |
| Simon 18’ | Marcatori | 1’ Reinhardt 50’ Zorc 90’ Lusch |

| Arbitro: | Schmidhuber |

|                       |           |  |
| Rufer 14’, 85’ (rig.) | Marcatori |  |

### Coppa UEFA
| Arbitro: | Georgiou |

|  |           |                |
|  | Marcatori | 21’ Rummenigge |

| Arbitro: | McArdle |

|                                                                       |           |                  |
| Zorc 8’ Delia 19’ (aut.) Franck 58’ Rummenigge 66’ Mill 72’, 80’, 90’ | Marcatori | 11’, 18’ Crawley |

| Arbitro: | Crăciunescu |

|               |           |  |
| Chapuisat 71’ | Marcatori |  |

| Arbitro: | Sundell |

|             |           |                        |
| Creaney 13’ | Marcatori | 53’ Chapuisat 58’ Zorc |

| Arbitro: | Elleray |

|                                           |           |            |
| Chapuisat 13’ Zorc 23’ (rig.) Povlsen 42’ | Marcatori | 51’ Franco |

| Arbitro: | Forstinger |

|                             |           |               |
| Poyet 27’ Brehme 90’ (rig.) | Marcatori | 62’ Chapuisat |

| Arbitro: | van der Ende |

|                |           |  |
| Mihajlović 66’ | Marcatori |  |

| Arbitro: | Krondl |

|                       |           |  |
| Schulz 41’ Sippel 46’ | Marcatori |  |

| Arbitro: | van Den Wijngaert |

|                   |           |  |
| Karl 59’ Zorc 87’ | Marcatori |  |

| Arbitro: | Muhmenthaler |

|                                               |                      |                                                 |
| Martins 8’ Verlaat 72’                        | Marcatori            |                                                 |
| Vahirua Prunier Laslandes Verlaat Dutuel Mahé | Tiri di rigore 5 – 6 | Karl Chapuisat Reinhardt Schulz Zorc Rummenigge |

| Arbitro: | Puhl |

|               |           |                            |
| Rummenigge 2’ | Marcatori | 27’ Baggio 30’, 74’ Baggio |

| Arbitro: | Blankenstein |

|                           |           |  |
| Baggio 5’, 43’ Möller 65’ | Marcatori |  |

## Statistiche

### Statistiche di squadra
| Competizione      | Punti | In casa | In casa | In casa | In casa | In casa | In casa | In trasferta | In trasferta | In trasferta | In trasferta | In trasferta | In trasferta | Totale | Totale | Totale | Totale | Totale | Totale | DR  |
| Competizione      | Punti | G       | V       | N       | P       | Gf      | Gs      | G            | V            | N            | P            | Gf           | Gs           | G      | V      | N      | P      | Gf     | Gs     | DR  |
| ----------------- | ----- | ------- | ------- | ------- | ------- | ------- | ------- | ------------ | ------------ | ------------ | ------------ | ------------ | ------------ | ------ | ------ | ------ | ------ | ------ | ------ | --- |
| Bundesliga        | 41    | 17      | 12      | 1       | 4       | 41      | 18      | 17           | 6            | 4            | 7            | 20           | 25           | 34     | 18     | 5      | 11     | 61     | 43     | +18 |
| Coppa di Germania | -     | 1       | 0       | 1       | 0       | 2       | 2       | 3            | 2            | 0            | 1            | 7            | 4            | 4      | 2      | 1      | 1      | 9      | 6      | +3  |
| Coppa UEFA        | -     | 6       | 5       | 0       | 1       | 16      | 6       | 6            | 2            | 0            | 4            | 4            | 9            | 12     | 7      | 0      | 5      | 20     | 15     | +5  |
| Totale            | 41    | 24      | 17      | 2       | 5       | 59      | 26      | 26           | 10           | 4            | 12           | 31           | 38           | 50     | 27     | 6      | 17     | 90     | 64     | +26 |

### Andamento in campionato
| Giornata  | 1 | 2  | 3 | 4 | 5  | 6 | 7 | 8 | 9 | 10 | 11 | 12 | 13 | 14 | 15 | 16 | 17 | 18 | 19 | 20 | 21 | 22 | 23 | 24 | 25 | 26 | 27 | 28 | 29 | 30 | 31 | 32 | 33 | 34 |
| --------- | - | -- | - | - | -- | - | - | - | - | -- | -- | -- | -- | -- | -- | -- | -- | -- | -- | -- | -- | -- | -- | -- | -- | -- | -- | -- | -- | -- | -- | -- | -- | -- |
| Luogo     | T | C  | T | C | T  | C | T | C | T | C  | C  | T  | C  | T  | C  | T  | C  | C  | T  | C  | T  | C  | T  | C  | T  | C  | T  | T  | C  | T  | C  | T  | C  | T  |
| Risultato | N | P  | V | V | P  | V | V | P | V | V  | V  | P  | N  | P  | V  | N  | V  | V  | N  | V  | N  | V  | P  | V  | P  | V  | V  | V  | V  | P  | P  | V  | P  | P  |
| Posizione | 5 | 15 | 8 | 4 | 11 | 5 | 4 | 5 | 4 | 4  | 4  | 6  | 5  | 6  | 6  | 6  | 4  | 4  | 4  | 4  | 4  | 4  | 4  | 3  | 4  | 4  | 3  | 3  | 3  | 3  | 3  | 3  | 3  | 4  |

Legenda:

Luogo: C = Casa; T = Trasferta. Risultato: V = Vittoria; N = Pareggio; P = Sconfitta.

### Statistiche dei giocatori
| Giocatore     | Bundesliga | Bundesliga | Bundesliga  | Bundesliga | Coppa di Germania | Coppa di Germania | Coppa di Germania | Coppa di Germania | Coppa UEFA | Coppa UEFA | Coppa UEFA  | Coppa UEFA | Totale   | Totale | Totale      | Totale     |
| Giocatore     | Presenze   | Reti       | Ammonizioni | Espulsioni | Presenze          | Reti              | Ammonizioni       | Espulsioni        | Presenze   | Reti       | Ammonizioni | Espulsioni | Presenze | Reti   | Ammonizioni | Espulsioni |
| ------------- | ---------- | ---------- | ----------- | ---------- | ----------------- | ----------------- | ----------------- | ----------------- | ---------- | ---------- | ----------- | ---------- | -------- | ------ | ----------- | ---------- |
| S. Chapuisat  | 27         | 15         | 4           | 0          | 4                 | 1                 | 0                 | 0                 | 9          | 4          | 0           | 0          | 40       | 20     | 4           | 0          |
| T. Franck     | 19         | 0          | 6           | 0          | 1                 | 0                 | 0                 | 0                 | 5          | 1          | 2           | 0          | 25       | 1      | 8           | 0          |
| U. Grauer     | 10         | 1          | 1           | 0          | 0                 | 0                 | 0                 | 0                 | 4          | 0          | 0           | 0          | 14       | 1      | 1           | 0          |
| T. Gutberlet  | 0          | 0          | 0           | 0          | 0                 | 0                 | 0                 | 0                 | 0          | 0          | 0           | 0          | 0        | 0      | 0           | 0          |
| S. Karl       | 17         | 0          | 0           | 0          | 2                 | 2                 | 0                 | 0                 | 7          | 1          | 0           | 0          | 26       | 3      | 0           | 0          |
| S. Klos       | 34         | 0          | 2           | 0          | 4                 | 0                 | 0                 | 0                 | 12         | 0          | 0           | 0          | 50       | 0      | 2           | 0          |
| G. Kutowski   | 28         | 0          | 4           | 0          | 4                 | 0                 | 1                 | 0                 | 8          | 0          | 1           | 1          | 40       | 0      | 6           | 1          |
| M. Lusch      | 21         | 1          | 2           | 0          | 4                 | 1                 | 0                 | 0                 | 9          | 0          | 0           | 0          | 34       | 2      | 2           | 0          |
| F. Mill       | 24         | 6          | 8           | 1          | 4                 | 1                 | 1                 | 0                 | 5          | 3          | 1           | 0          | 33       | 10     | 10          | 1          |
| C. Osigus     | 0          | 0          | 0           | 0          | 0                 | 0                 | 0                 | 0                 | 0          | 0          | 0           | 0          | 0        | 0      | 0           | 0          |
| G. Poschner   | 25         | 2          | 2           | 1          | 1                 | 0                 | 0                 | 0                 | 8          | 0          | 0           | 0          | 34       | 2      | 2           | 1          |
| F. Povlsen    | 18         | 7          | 6           | 0          | 4                 | 0                 | 1                 | 0                 | 8          | 1          | 0           | 0          | 30       | 8      | 7           | 0          |
| U. Raschke    | 1          | 0          | 0           | 0          | 0                 | 0                 | 0                 | 0                 | 1          | 0          | 0           | 0          | 2        | 0      | 0           | 0          |
| K. Reinhardt  | 25         | 1          | 4           | 0          | 4                 | 2                 | 1                 | 0                 | 10         | 0          | 0           | 0          | 39       | 3      | 5           | 0          |
| S. Reuter     | 26         | 0          | 6           | 0          | 4                 | 0                 | 0                 | 0                 | 10         | 0          | 1           | 0          | 40       | 0      | 7           | 0          |
| M. Rummenigge | 26         | 4          | 3           | 0          | 3                 | 0                 | 0                 | 0                 | 11         | 3          | 0           | 0          | 40       | 7      | 3           | 0          |
| M. Sammer     | 17         | 10         | 5           | 0          | 0                 | 0                 | 0                 | 0                 | 0          | 0          | 0           | 0          | 17       | 10     | 5           | 0          |
| B. Schmidt    | 29         | 1          | 6           | 1          | 4                 | 0                 | 1                 | 0                 | 10         | 0          | 1           | 0          | 43       | 1      | 8           | 1          |
| M. Schulz     | 21         | 0          | 0           | 0          | 1                 | 0                 | 0                 | 0                 | 8          | 1          | 3           | 0          | 30       | 1      | 3           | 0          |
| M. Sellmann   | 0          | 0          | 0           | 0          | 0                 | 0                 | 0                 | 0                 | 0          | 0          | 0           | 0          | 0        | 0      | 0           | 0          |
| L. Sippel     | 20         | 2          | 2           | 0          | 1                 | 1                 | 1                 | 0                 | 6          | 1          | 0           | 0          | 27       | 4      | 3           | 0          |
| R. Tretschok  | 4          | 0          | 1           | 0          | 0                 | 0                 | 0                 | 0                 | 3          | 0          | 0           | 0          | 7        | 0      | 1           | 0          |
| J. Wegmann    | 1          | 0          | 0           | 0          | 0                 | 0                 | 0                 | 0                 | 0          | 0          | 0           | 0          | 1        | 0      | 0           | 0          |
| N. Zelić      | 19         | 0          | 8           | 0          | 2                 | 0                 | 1                 | 0                 | 8          | 0          | 1           | 0          | 29       | 0      | 10          | 0          |
| M. Zorc       | 29         | 10         | 8           | 0          | 4                 | 1                 | 1                 | 0                 | 11         | 4          | 1           | 0          | 44       | 15     | 10          | 0          |
| W. de Beer    | 0          | 0          | 0           | 0          | 0                 | 0                 | 0                 | 0                 | 0          | 0          | 0           | 0          | 0        | 0      | 0           | 0          |